# 紀伊国の式内社一覧
紀伊国の式内社一覧（きいのくにのしきないしゃいちらん）は、『延喜式』第9巻・第10巻「神名帳上下」（延喜式神名帳）に記載のある神社、いわゆる「式内社」およびその論社のうち、紀伊国に分類されている神社の一覧。
また『延喜式』神名帳の編纂当時に存在したが同帳に記載の無い神社、いわゆる「式外社」についても付記する。

## 式内社
『延喜式』神名帳では、大社13座13社（うち名神大社12座12社）・小社18座15社の計31座28社を記載。
1）「神名帳」列は、『延喜式 上巻』（大岡山書店、昭和4年、国立国会図書館デジタルコレクション）等における『延喜式』神名帳の記載を基に作成。社名表記は神社史料集成（5を参照）における字体（異体字がある場合には新字体・通用性の高い字体を使用）を基準とした。読みの「-」部分は、「神社」以外で仮名が振られていない部分。「○座」は座数を表し、一座の場合は記載していない。

2）格の「名神大」は名神大社を、「大」は式内大社（名神大社除く）を、「小」は式内小社を意味する。付記は社名とともに記されているもので、一部は「式内社#式内社の社格」を参照。

3）比定社が複数ある場合、最も有力なものを無冠で示し、他の論社には「（論）」を冠した。

4）本来の式内社とは認めがたいものの、式内社を合祀したなどその後継を主張するもの、その他参考の神社には「（参）」を冠した。

| 神名帳                       | 神名帳              | 神名帳 | 神名帳                 | 比定社                   | 比定社                         | 比定社                     | 集成 |
| 社名                         | 読み                | 格     | 付記                   | 社名                     | 所在地                         | 備考                       | 集成 |
| ---------------------------- | ------------------- | ------ | ---------------------- | ------------------------ | ------------------------------ | -------------------------- | ---- |
| 伊都郡 2座（大1座・小1座）   |                     |        |                        |                          |                                |                            |      |
| 小田神社                     | ヲタノ              | 小     |                        | 小田神社                 | 和歌山県橋本市高野口町小田     |                            |      |
| 丹生都比女神社               | ニツ-               | 名神大 | 月次新嘗               | 丹生都比売神社           | 和歌山県伊都郡かつらぎ町上天野 | 紀伊国一宮                 |      |
| 那賀郡 3座（並小）           |                     |        |                        |                          |                                |                            |      |
| 荒田神社 二座                | アラタノ            | 小     |                        | 荒田神社                 | 和歌山県岩出市森               |                            |      |
| 海神社                       | アマノ              | 小     |                        | 海神社                   | 和歌山県紀の川市神領           |                            |      |
| 名草郡 19座（大9座・小10座） |                     |        |                        |                          |                                |                            |      |
| 日前神社                     | ヒノクマノ ヒノマヘ | 名神大 | 月次相嘗新嘗           | 日前神宮・國懸神宮       | 和歌山県和歌山市秋月           | 紀伊国一宮                 |      |
| 国懸神社                     | クニカカスノ        | 名神大 | 月次相嘗新嘗           | 日前神宮・國懸神宮       | 和歌山県和歌山市秋月           | 紀伊国一宮                 |      |
| 伊太祁曽神社                 | イタケソノ          | 名神大 | 月次相嘗新嘗           | 伊太祁曽神社             | 和歌山県和歌山市伊太祈曽       | 紀伊国一宮                 |      |
| 大屋都比売神社               | オホヤツヒメノ      | 名神大 | 月次新嘗               | 大屋都姫神社             | 和歌山県和歌山市宇田森         |                            |      |
| 都麻都比売神社               | ツマツヒメノ        | 名神大 | 月次新嘗               | （論）都麻津姫神社       | 和歌山県和歌山市吉礼           |                            |      |
| 都麻都比売神社               | ツマツヒメノ        | 名神大 | 月次新嘗               | （論）都麻都姫神社       | 和歌山県和歌山市平尾           |                            |      |
| 都麻都比売神社               | ツマツヒメノ        | 名神大 | 月次新嘗               | （論）高積神社           | 和歌山県和歌山市禰宜           |                            |      |
| 鳴神社                       | ナルカミノ          | 名神大 | 月次相嘗新嘗           | 鳴神社                   | 和歌山県和歌山市鳴神           |                            |      |
| 香都知神社                   | カグツチノ          | 小     |                        | 香都知神社               | 和歌山県和歌山市鳴神           | 鳴神社境内社               |      |
| 加太神社                     | カタノ              | 小     |                        | 淡嶋神社                 | 和歌山県和歌山市加太           |                            |      |
| 伊久比売神社                 | イクヒメノ          | 小     |                        | （論）伊久比売神社       | 和歌山県和歌山市市小路         |                            |      |
| 伊久比売神社                 | イクヒメノ          | 小     | （論）山口神社         | 和歌山県和歌山市谷       |                                |                            |      |
| 朝椋神社                     | アサクラノ          | 小     |                        | 朝椋神社                 | 和歌山県和歌山市鷺の森         |                            |      |
| 刺田比古神社                 | サシタヒコノ        | 小     |                        | 刺田比古神社             | 和歌山県和歌山市片岡町         |                            |      |
| 麻為比売神社                 | マヰ-               | 小     |                        | （参）合祀：菟佐神社     | 和歌山県和歌山市秋月           | 日前神宮・國懸神宮境内末社 |      |
| 麻為比売神社                 | マヰ-               | 小     | （参）合祀：津秦天満宮 | 和歌山県和歌山市津秦     |                                |                            |      |
| 竃山神社                     | カマヤマノ          | 小     |                        | 竈山神社                 | 和歌山県和歌山市和田           |                            |      |
| 高積比古神社                 | タカツミヒコノ      | 小     |                        | 高積神社                 | 和歌山県和歌山市禰宜           |                            |      |
| 高積比売神社                 | タカツミヒメノ      | 小     |                        | 高積神社                 | 和歌山県和歌山市禰宜           |                            |      |
| 伊達神社                     | イタテノ            | 名神大 |                        | 伊達神社                 | 和歌山県和歌山市園部           |                            |      |
| 志磨神社                     | シマノ              | 名神大 |                        | 志磨神社                 | 和歌山県和歌山市中之島         |                            |      |
| 静火神社                     | シツヒノ            | 名神大 |                        | 静火神社                 | 和歌山県和歌山市和田           | 竈山神社境外摂社           |      |
| 堅真音神社                   | カタマネノ          | 小     |                        | 堅真音神社               | 和歌山県和歌山市鳴神           | 鳴神社境内社               |      |
| 堅真音神社                   | カタマネノ          | 小     | （参）復興：堅真音神社 | 和歌山県和歌山市神前     |                                |                            |      |
| 在田郡 1座（大）             |                     |        |                        |                          |                                |                            |      |
| 須佐神社                     | スサノ              | 名神大 | 月次新嘗               | 須佐神社                 | 和歌山県有田市千田             |                            |      |
| 牟婁郡 6座（大2座・小4座）   |                     |        |                        |                          |                                |                            |      |
| 熊野早玉神社                 | クマノハヤタマノ    | 大     |                        | 熊野速玉大社             | 和歌山県新宮市新宮             |                            |      |
| 熊野坐神社                   |                     | 名神大 |                        | 熊野本宮大社             | 和歌山県田辺市本宮町           |                            |      |
| 海神社 三座                  | アマノ              | 小     |                        | （論）潮崎本之宮神社     | 和歌山県東牟婁郡串本町串本     |                            |      |
| 海神社 三座                  | アマノ              | 小     | （論）海神社           | 和歌山県田辺市本宮町本宮 | 大斎原末社                     |                            |      |
| 天手力男神社                 | アメタチカラヲノ    | 小     |                        | （論）海神社             | 和歌山県田辺市本宮町本宮       | 大斎原末社                 |      |
| 天手力男神社                 | アメタチカラヲノ    | 小     | （論）力侍神社         | 和歌山県和歌山市川辺     |                                |                            |      |
| 天手力男神社                 | アメタチカラヲノ    | 小     | （論）手力男神社       | 和歌山県新宮市新宮       | 熊野速玉大社境内社             |                            |      |
| 凡例を表示                   |                     |        |                        |                          |                                |                            |      |

1. ↑  『中世諸国一宮制の基礎的研究』では、紀伊国の一宮として日前神宮・國懸神宮、丹生都比売神社、伊太祁曽神社の3社が挙げられる (中世諸国一宮制 & 2000年, p. 522-525)。
2. 1 2  『中世諸国一宮制の基礎的研究』では、紀伊国の一宮として日前神宮・國懸神宮、丹生都比売神社、伊太祁曽神社の3社が挙げられる (中世諸国一宮制 & 2000年, p. 522-525)。

## 式外社
『延喜式』神名帳の編纂当時に存在したが、同帳に記載の無い神社。